# ジェミナルジオール

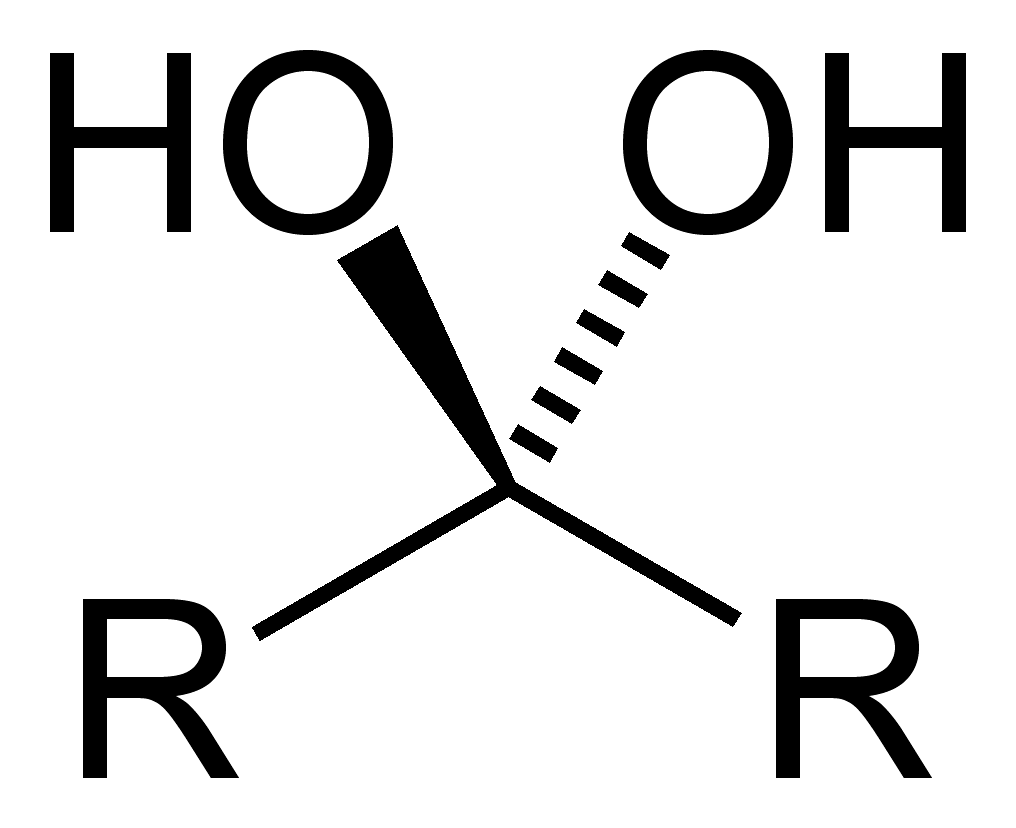
ジェミナルジオールはケトンやアルデヒドの水和物と考えられている。

ジェミナルジオール（英語: geminal diol）あるいは略してgem-ジオールとは、1つの炭素原子に2つのヒドロキシ基が結合した化合物の総称である。ジェミナルは1つの炭素原子に同じ置換基が2つ結合していることを表す語で、ジオールはヒドロキシ基を分子内に2つ持つ化合物の総称である。
もっとも単純なジェミナルジオールはメタンジオール H2C(OH)2 である。他には、
- ジヒドロキシマロン酸（英語版） HOOC-C(OH)2-COOH
- デカヒドロキシシクロペンタン (C(OH)2)5
- 抱水クロラール (Cl3C)HC(OH)2

などがある。

## 反応
ジェミナルジオールはケトン（またはアルデヒド）水和物と見なすことができる。2つのヒドロキシ基は容易に脱水してカルボニル基（ケトン基）:C=O になり、化合物はケトンまたはアルデヒドに変換される。また、カルボニル基が水と反応してジェミナルジオールになることもある。この水溶液中での化学平衡がどちら側に偏っているかは、物質により異なる。例えば、アセトン (H3C)2C=O とプロパン-2,2-ジオール (H3C)2C(OH)2 の平衡定数は10−3であり、ケトン側に偏っている。それに対して、ホルムアルデヒド H2C=O とメタンジオール H2C(OH)2 の平衡定数は10+3であり、ヘキサフルオロアセトン (F3C)2C=O とヘキサフルオロプロパン-2,2-ジオール (F3C)2C(OH)2 は約10+6であって、これらの平衡はジェミナルジオール側に偏っている。デカヒドロキシシクロペンタンとドデカヒドロキシシクロヘキサンのように、ジェミナルジオールは安定なのにケトンが不安定であるといったケースもある。